# Urobotrya congolana subsp. afzelii
Sous-espèce
Synonymes
- Opilia afzelii Engl.[1]
- Opilia latifolia (Stapf) Engl.[1]
- Opilia stapfiana (Hutch. & Dalziel) Sleumer[1]
- Opilia trinervia (Stapf) Engl.[1]
- Urobotrya stapfiana Hutch. & Dalziel[1]
- Urobotrya trinervia Stapf[1]
- Urobotyra stapfiana Hutch. & Dalziel[1]

Urobotrya congolana subsp. afzelii est une sous-espèce de Urobotrya congolana, famille des Opiliaceae. C'est une plante dicotylédone des régions tropicales.